# 타잔 - 마일스 오키프 편
타잔 - 마일스 오키프 편(Tarzan, The Ape Man)은 미국에서 제작된 존 데릭 감독의 1981년 액션, 모험 영화이다. 마일즈 오키프 등이 주연으로 출연하였고 보 데렉 등이 제작에 참여하였다.

## 출연

### 주연
- 마일즈 오키프
- 보 데렉

### 조연
- 리처드 해리스
- 존 필립 로우
- 아쿠슐라 셀레이야
- 스티브 스트롱
- 윌프리드 하이드 화이트
- 로리 메인
- 해롤드 에이어